# Juan Mata
Juan Manuel García Mata (Burgos, 28. travnja 1988.) španjolski je nogometaš koji igra na poziciji napadačkog veznog. Trenutačno igra za Western Sydney Wanderers.
Španjolski nogometni izbornik objavio je u svibnju 2016. širi popis od 25 kandidata za nastup na Europskom prvenstvu u Francuskoj, s kojeg je izostavio Matu koji je bio u španjolskom sastavu na Svjetskom prvenstvu 2014. u Brazilu.

## Klupska karijera
Mata je započeo svoju nogometnu karijeru u Real Oviedu, gdje je njegov otac proveo većinu svoje karijere. Tamo je ostao 3 godine prije nego što se pridružio Real Madridu u dobi od samo 15 godina. Nakon što je igrao za kadete, brzo je napredovao kroz juniorske momčadi. U posljednjim sezonama (2005./06.) zabio je 18 pogodaka u ligi i još 3 u Copa de Campeones. Kasnije prelazi u Real Castillu. U prvoj momčadi Reala nije dobio priliku i odlazi u Valenciju.
Konstantnim ozljedama Vicentea i Koemanovim izbacivanjem iz momčadi Ángela Angula, Mata je stigao do prvih jedanaest. Dana 20. ožujka 2008., postiže 2 pogotka u Španjolskom kupu protiv Barcelone s kojima je uveo momčad u finale kupa protiv Getafea. U finalu je postigao završni pogodak za konačnu pobijedu od 3-1.
Dana 24. siječnja 2014. Mata potpisuje za Manchester United.

## Vanjske poveznice
- Profil, BDFutbol